# Вовкулаки (фільм, 2024)
Вовкула́ки (фр. Loups-garous) — французький пригодницький фентезійний комедійний фільм 2024 року режисера Франсуа Узана. Це адаптація французької карткової гри «Перевертні з Тьєрсельє» (фр. Les Loups-garous de Thiercelieux). Фільм вийшов на Netflix 23 жовтня 2024 року.

## Синопсис
Сюжет фільму «Вовкулаки» базується на магічній настільній грі, яка переносить сучасну міську родину в середньовіччя. Міллерс Голлоу — похмуре середньовічне місто, яке після заходу сонця тероризують перевертні. Сім'я не має іншого виходу, окрім як виживати, будучи частиною Темної доби, яка вимазана насильством, жахом і публічними стратами.
Але це ще не все: кожен член сім'ї отримав силу, пов'язану з роллю, яку він має в грі. Як Мисливець, чоловік має суперсилу; його син Джером, який був Провидцем, тепер уміє читати думки; а його внучка Клара стала невидимкою. Сімейка розуміє, що їм потрібно ідентифікувати та вбити міських вовкулак, щоб виграти гру та повернутися в своє майбутнє.

## Актори
| Актор                 | Роль                                             |
| --------------------- | ------------------------------------------------ |
| Франк Дюбоск          | Жером Вассьє / Даніель Баладін, бард / провидець |
| Жан Рено              | Жільбер Вассьє / Мисливець                       |
| Сюзанна Клеман        | Марі / Відьма                                    |
| Джонатан Ламберт      | Чайлдерік Вассьє                                 |
| Грегорі Фітуссі       | капітан / Купідон                                |
| Бруно Гуері           | П'єро                                            |
| Ліза До Куту Тейшейра | Клара / маленька дівчинка                        |
| Давід Саллес          | кат                                              |
| Віктуа Досер          | пекар / перевертень                              |
| Таліна Бояці          | прачка / перевертень                             |
| Жан-Луї Барселона     | пастух                                           |
| Аріана Пірі           | підозрювана                                      |
| Стефан Буше           | чоловік підозрюваної                             |
| Поль Лефевр           | тюремний солдат                                  |